# حمزة هوساوي
حمزة هوساوي مغني سعودي بالإنجليزية. في 2015 اشترك في فئة «سولو إنترناشونال» من الموسم الرابع من أشهر برنامج اكتشاف المواهب ذا إكس فاكتور آرابيا النسخة االعربية وكانت فئة هوساوي بإشراف الفنان راغب علامة حيث فاز بلقب الموسم. بعد فوزه، استكمل حياته الفنية بالعديد من الأغاني الخاصة.

## بداياته
هو وحيد عائلته، تعلم الإنكليزية بإستماعه للأغاني وحضور الأفلام الأميركية. أمه المتوفية كانت أهم دعم له، وأن لعمه محمد نور، الذي يجيد العزف والطرب، دورًا في حبه للغناء، وقال حمزة انه كان يميل من البداية إلى الغناء بالإنجليزية وليس العربية. 
```
درس إدارة الأعمال، في 
جامعة الملك عبد العزيز
 بجدة وكان يعمل حمزة، في أحد مصارف السعودية.
```

## قبل ذا إكس فاكتور
أول أغنية جعلت حمزة هوساوي يتعلق بالفن هي "The Love Scene" لـ Joe. وكان حمظة يغني تحت الاسم الفني Ayzee
دخل عالم الغناء عند مشاركته في حفل للمواهب عام 2008، حيث صعد للمرة الأولى في حياته على المسرح وغنى في اللحظة الأخيرة في حين كان من المفترض أن يظهر كراقص فقط حيث أدى أغنية " How Do I Breathe" للفنان ماريو.
حمزة تعاون مع العديد من الفنانين مثل مجموعة J-Fam والفنان Fawaz Bahman ومحمد المنصور.

## ذا إكس فاكتور آرابيا
للظهور أمام النسخة العربية من ذا إكس فاكتور المعروف ذا إكس فاكتور آرابيا، طلب إجازة أسبوعين من العمل، ظنًا منه أنه سيخرج في المراحل الأولى من المسابقة قدم ال audition بأغنية I'm Not the Only One للفنان سام سميث وخاض حمزة المنافسة ضمن فريق الفنان راغب علامة، والذي تولى تدريب فئة «الغناء الفردي العالمي»، وتقديم الأغاني الأجنبية، لم يقف حمزة طوال فترة مشاركته بالبرنامج في منطقة الخطر. وخلال الأسابيع غنى Signed Sealed Delivered و Stay With Me و Happy وI Feel Good و Without You و Say Something وBeat It و Faith وأغنية Suit & Tie كثنائي مع مرشده راغب علامة وفي النهائي All Of Me لجون لجند. وقال انه يفضل أغاني مايكل جاكسون، ويؤكد حمزة أنه كان يراه «آتيًا من الفضاء»، وليس إنسانًا عاديًا، بسبب تأديته للرقصات المثيرة للإعجاب
أعربت لجنة التحكيم عن إعجابها بغنائه، مؤكدين أنه يغني وكأنه ليس سعوديًا أو عربيًا، آثار حمزة هوساوي، إعجاب لجنة التحكيم خلال فترة البرنامج، حتى أن الفنانة إليسا قالت عنه في الحلقة الختامية من البرنامج «إحنا بنصدر هوساوي مش بنصدر إرهاب».

## بعد ذا إكس فاكتور
أخذ حمزة هوساوي بعض الوقت بعد البرنامج لمدة سنة قضاها في لندن، ومن ثم سجل أغنيته Love A Little في لوس أنجلوس، كاليفورنيا.

## الأغاني
- 2013: No One Else
- 2017: Love A Little
- 2017: No Love
- 2018: Find You
- 2020: Million Miles
- 2020: Believer